# هوسوکاوا آکیئوجی
هوسوکاوا آکیئوجی (به ژاپنی: 細川 顕氏 Hosokawa Akiuji); ۱ ژانویهٔ ۱۲۵۰ – ۱۵ اوت ۱۳۵۲) سامورایی، و بوشی در شوگون‌سالاری آشیکاگا در دربار شمالی اهل ژاپن بود.
در سال ۱۳۴۷، او با کوسونوکی ماساتسورا در ساکای نو اورا در ولایت ایزومی روبرو شد.